# Richard Hansen
Richard D. Hansen est un mayaniste américain, spécialiste de l'archéologie du Bassin du Mirador (en) et actuellement enseignant-chercheur à l'Institut pour la recherche mésoaméricaine du Département d'anthropologie de l'université de l'Idaho.

## Carrière
Il a réalisé, dans le cadre du Mirador Basin Project, qu'il dirige, plusieurs découvertes importantes pour l'histoire de la civilisation maya, dans certaines des plus grandes et plus anciennes cités mayas du Guatemala, en particulier à El Mirador, Nakbé et El Tintal,. Il a été consultant historique pour le film Apocalypto (2006), dont l'action se déroule dans le Yucatán postclassique. Il a été récompensé, pour sa contribution importante à la conservation du patrimoine culturel guatémaltèque, de l'Ordre National de la Culture du Guatemala en 2005, de l'Ordre du Pop (en) en 2012 et le grade de Grand Croix de l'Ordre du Quetzal en 2016.

## Controverse
Hansen a travaillé avec Jim Inhofe, membre républicain du Congrès américain, pour faire passer un projet de loi à la Chambre des représentants qui permettrait aux contribuables américains de financer un projet visant à transformer de vastes zones du bassin de Mirador en un parc géré par des particuliers, avec des hôtels, des restaurants et un train miniature. Les plans de Hansen ont suscité des critiques de la part des communautés indigènes locales, dont beaucoup remettent en question les intentions du projet. Les opposants au projet, dont plusieurs archéologues et de nombreux habitants indigènes de la région qui seraient sans aucun doute affectés par les propositions, estiment qu'il interférerait avec le Centre de recherche forestière internationale et les efforts de durabilité de la réserve de la biosphère maya.